# Skrzynka (gromada)
Skrzynka – dawna gromada, czyli najmniejsza jednostka podziału terytorialnego Polskiej Rzeczypospolitej Ludowej w latach 1954–1972.
Gromady, z gromadzkimi radami narodowymi (GRN) jako organami władzy najniższego stopnia na wsi, funkcjonowały od reformy reorganizującej administrację wiejską przeprowadzonej jesienią 1954 do momentu ich zniesienia z dniem 1 stycznia 1973, tym samym wypierając organizację gminną w latach 1954–1972.
Gromadę Skrzynka z siedzibą GRN w Skrzynce utworzono – jako jedną z 8759 gromad na obszarze Polski – w powiecie dąbrowskim w woj. krakowskim, na mocy uchwały nr 21/IV/54 WRN w Krakowie z dnia 6 października 1954. W skład jednostki weszły obszary dotychczasowych gromad Skrzynka, Radwan i Wólka Mędrzechowska ze zniesionej gminy Mędrzechów w tymże powiecie. Dla gromady ustalono 18 członków gromadzkiej rady narodowej.
Na mocy uchwały 12/II/59 z 1 kwietnia 1959 z gromady Skrzynka wyłączono wieś Wólka Mędrzechowska włączając ją do gromady Mędrzechów w tymże powiecie.
31 grudnia 1961 gromadę Skrzynka zniesiono, a jej obszar włączono do gromad Mędrzechów (wieś Skrzynka) i Smęgorzów (wieś Radwan).